# Sojus TMA-20M
Sojus TMA-20M ist die Missionsbezeichnung für einen Flug des russischen Raumschiffs Sojus zur Internationalen Raumstation. Im Rahmen des ISS-Programms trägt der Flug die Bezeichnung ISS AF-46S. Es war der 46. Besuch eines Sojus-Raumschiffs an der ISS und der 152. Flug im Sojusprogramm.

## Besatzung

### Hauptbesatzung
- Alexei Nikolajewitsch Owtschinin (1. Raumflug), Kommandant (Russland/Roskosmos)
- Oleg Iwanowitsch Skripotschka (2. Raumflug), Bordingenieur (Russland/Roskosmos)
- Jeffrey Williams (4. Raumflug), Bordingenieur (USA/NASA)

### Ersatzmannschaft
- Sergei Nikolajewitsch Ryschikow (1. Raumflug), Kommandant (Russland/Roskosmos)
- Andrei Iwanowitsch Borissenko (2. Raumflug), Bordingenieur (Russland/Roskosmos)
- Robert Shane Kimbrough (2. Raumflug), Bordingenieur (USA/NASA)

## Missionsbeschreibung
Das Raumschiff startete am 18. März 2016 und koppelte sechs Stunden später an die Internationale Raumstation. Die Mission brachte drei Besatzungsmitglieder der ISS-Expeditionen 47 und 48 zur ISS.
Es ist der letzte Einsatz eines Raumschiffs vom älteren Design Sojus TMA-M. Danach soll nur noch die modernisierte Variante vom Typ Sojus MS zum Einsatz kommen. Ursprünglich war der Einsatz des neuen Sojus-MS-Raumschiffes schon für diese Mission geplant. Aufgrund von Problemen wurde dieser Flug, Sojus MS-01, jedoch mit dem Flug Sojus TMA-20M getauscht.
Sojus TMA-20M koppelte am 6. September 2016 pünktlich um 21:51 UTC mit Owtschinin, Skripotschka und Williams an Bord ab. Damit begann auf der ISS die Expedition 49 mit Anatoli Iwanischin als Kommandant. Der Deorbit Burn begann um 0:21 UTC am 7. September und brachte die Landekapsel eine halbe Stunde später über dem Nordirak in die dichteren Bereiche der Erdatmosphäre. Der Bremsschirm wurde in 10,7 Kilometern Höhe aktiviert, in etwa 7,5 Kilometern Höhe entfaltete sich der riesige weiß-orange gestreifte Hauptfallschirm. Die Landung erfolgte schließlich um 1:13 UTC 148 km südöstlich von Scheskasgan während eines malerischen Sonnenaufgangs mitten in der Steppe Kasachstans.

## Galerie

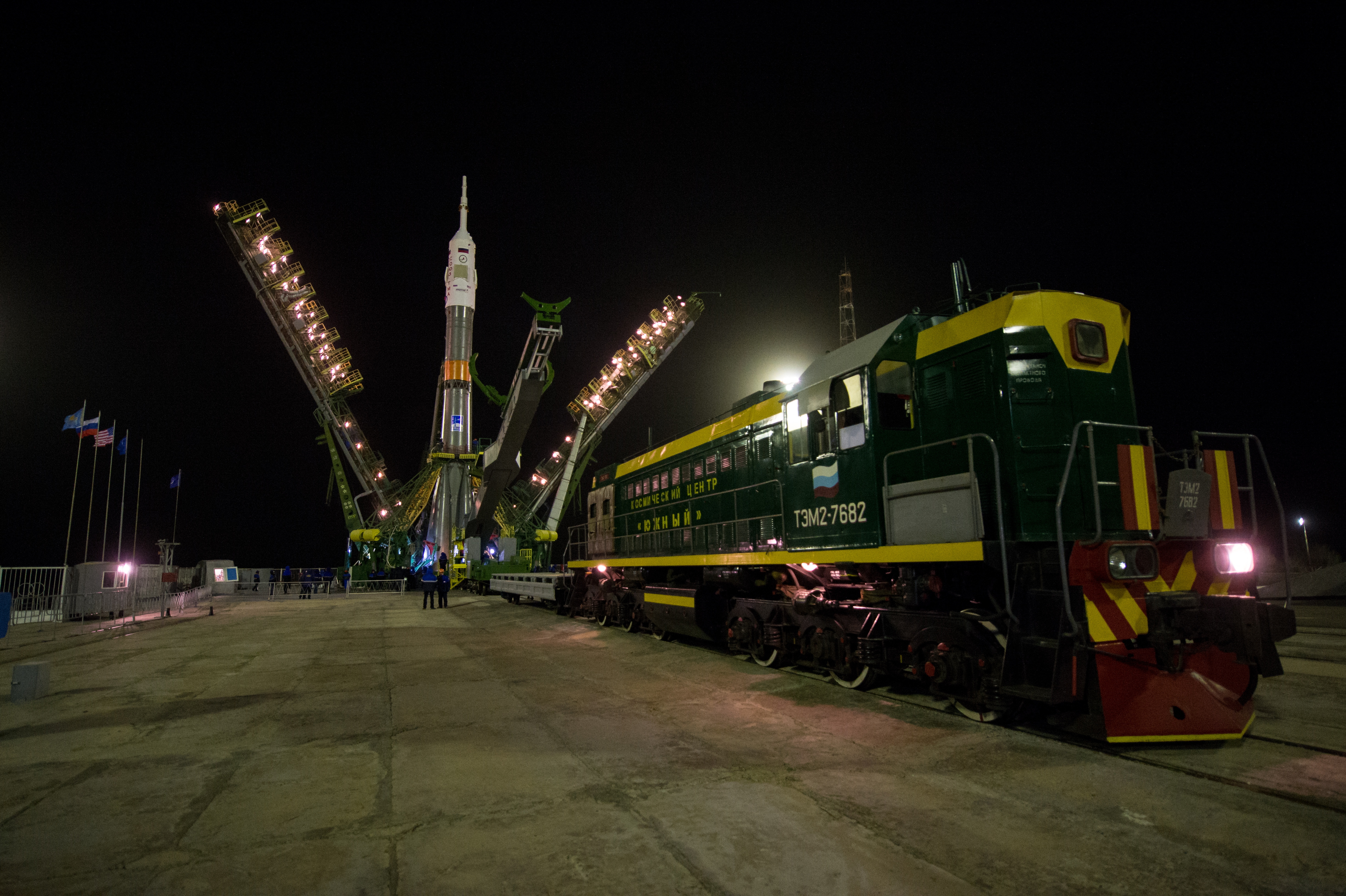
Der Rollout der Rakete am 16. März 2016
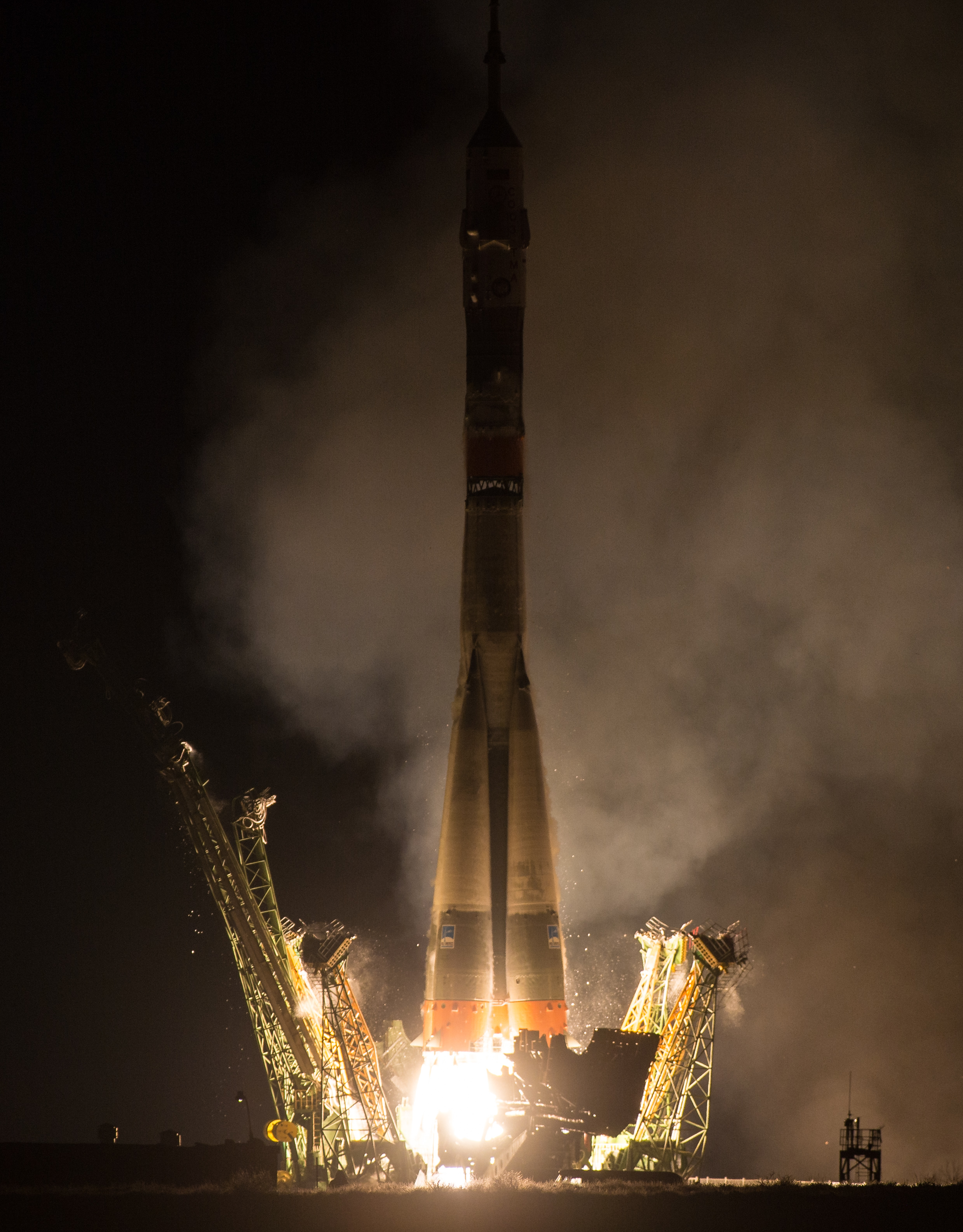
Der Start am 18. März
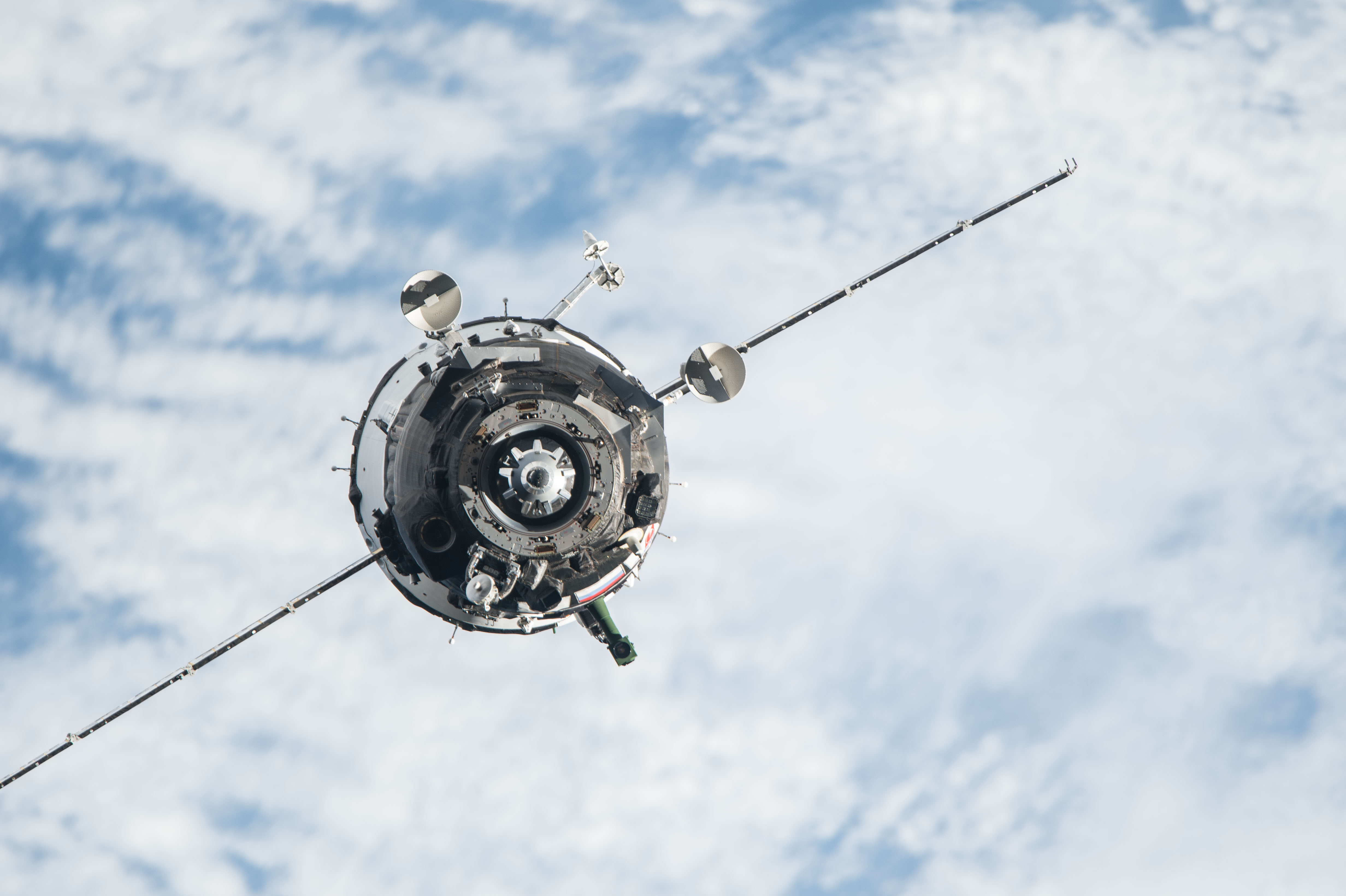
Das Raumschiff kurz vor dem Docken am 19. März
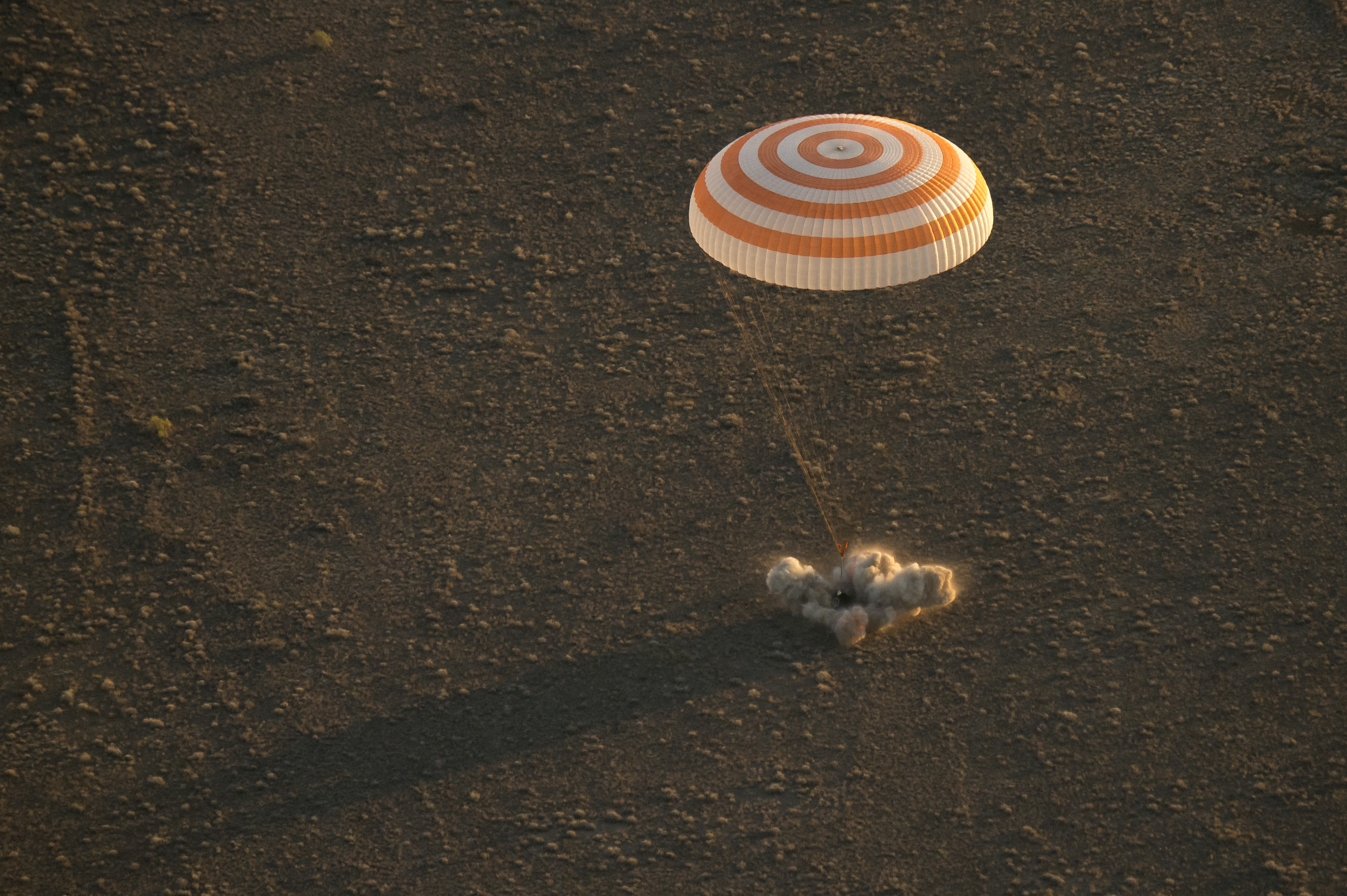
Die Landekapsel mit Fallschirm im Moment des Aufsetzens am 7. Sept.
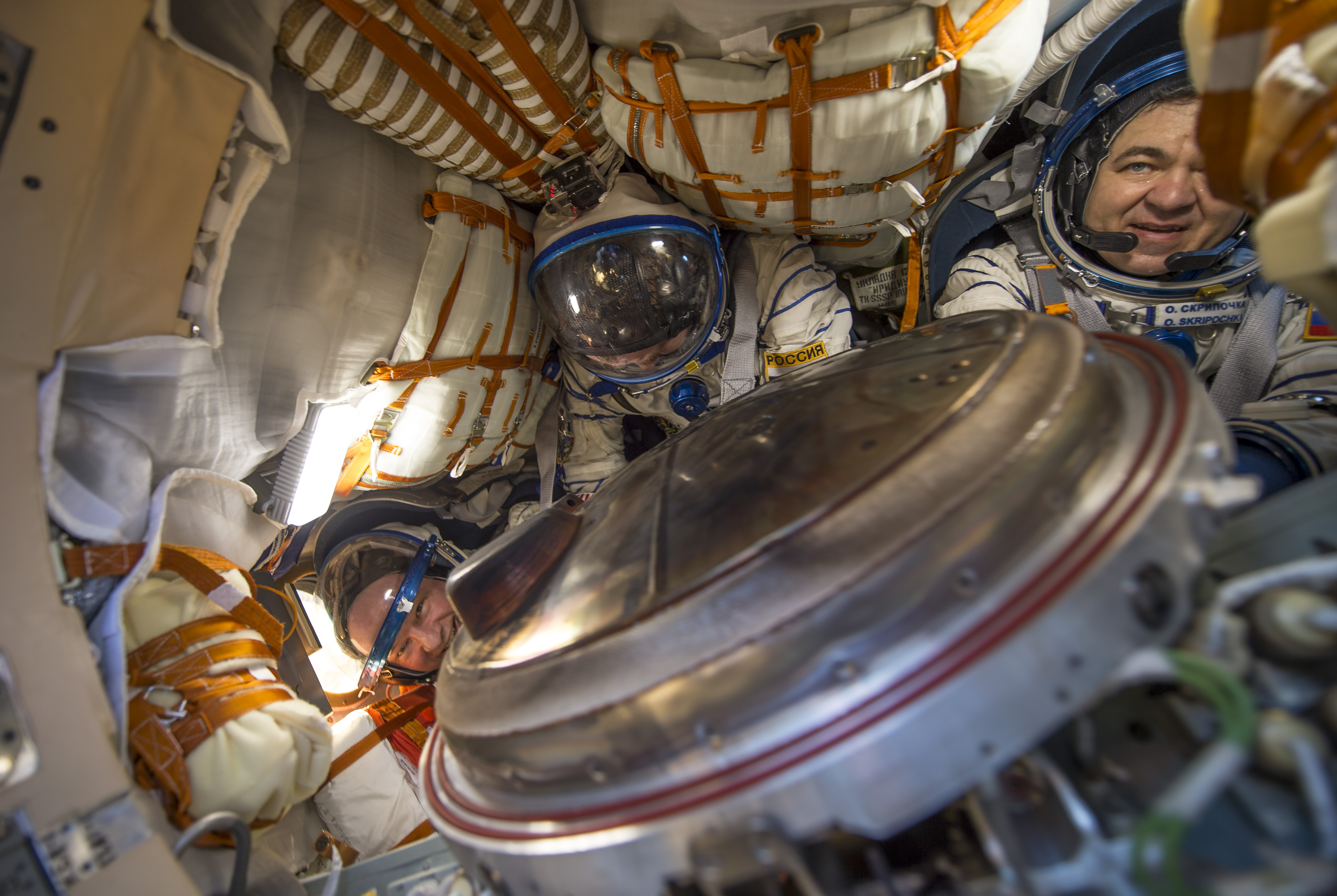
Die Crew nach Öffnung der Luke unmittelbar nach der Landung
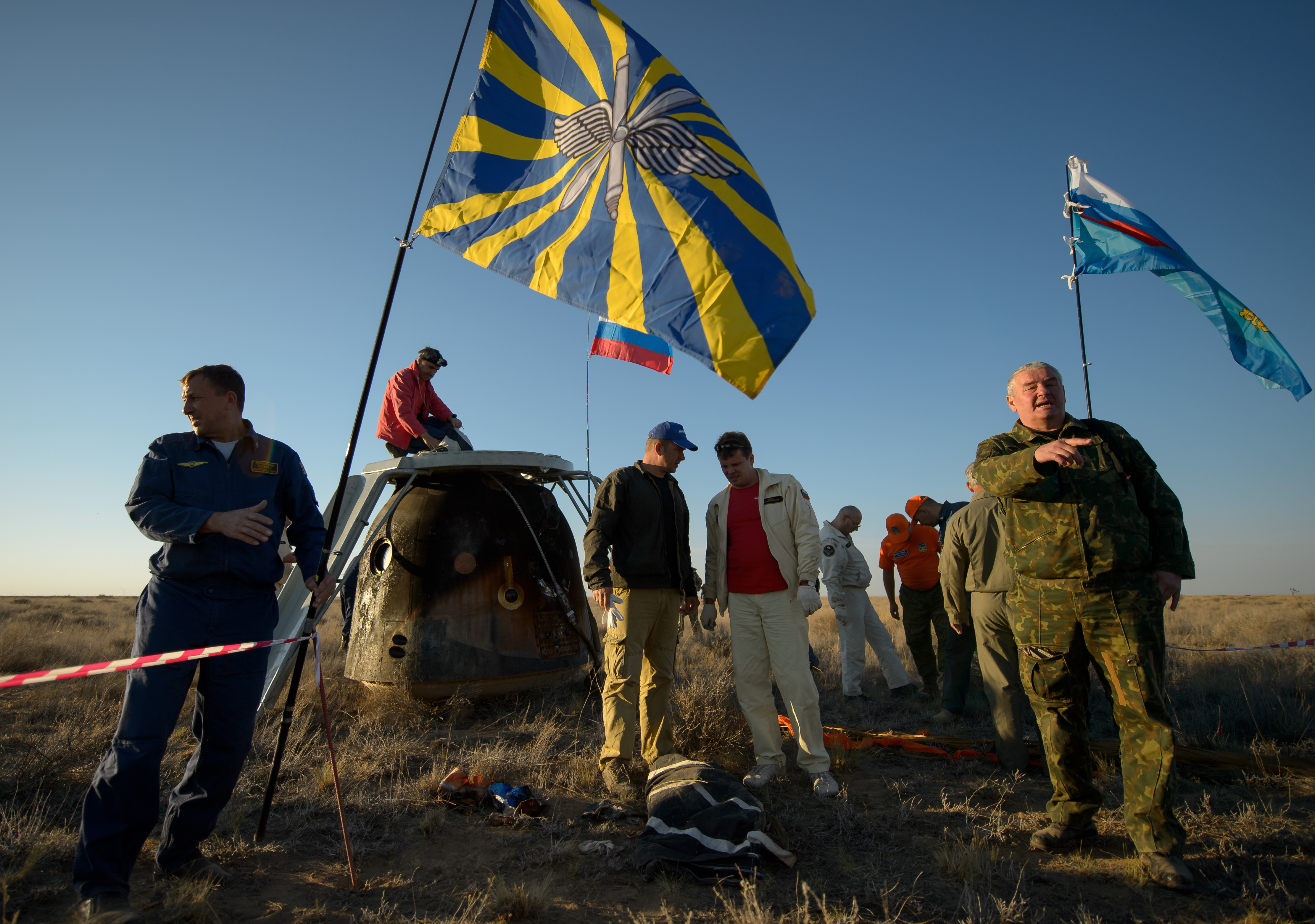
Helfer an der Landekapsel nach der Extraktion der Crew